# Дино Перич
Дино Перич (хорв. Dino Perić, нар. 12 липня 1994, Осієк) — хорватський футболіст, захисник клубу «Динамо» (Загреб).

## Клубна кар'єра
Народився 12 липня 1994 року в місті Осієк. Вихованець юнацьких команд футбольних клубів «Осієк» та «Динамо» (Загреб).
Не пробившись до основної команди «Динамо» (Загреб), 2013 року був відданий в оренду в команду «Сесвете», а наступного року в «Локомотиву». 
На початку 2015 року «Локомотива» вдруге взяла захисника в оренду, а влітку того ж року викупила трасфер гравця. Відтоді встиг відіграти за загребських «локомотивів» 33 матчі в національному чемпіонаті.

## Виступи за збірні
2012 року дебютував у складі юнацької збірної Хорватії, взяв участь у 16 іграх на юнацькому рівні.
З 2013 року залучався до складу молодіжної збірної Хорватії. На молодіжному рівні зіграв в семи офіційних матчах і забив один гол.
| Дата       | Місто | Господарі | Результат | Гості      | Турнір            | Голи | Примітки |
| ---------- | ----- | --------- | --------- | ---------- | ----------------- | ---- | -------- |
| 16-11-2019 | Рієка | Хорватія  | 3 – 1     | Словаччина | Відбір до ЧЄ 2020 | -    |          |
| 19-11-2019 | Пула  | Хорватія  | 2 – 1     | Грузія     | товариський матч  | -    | 75'      |
| Усього     |       | Матчів    | 2         |            | Голів             | 0    |          |

## Титули і досягнення
- Чемпіон Хорватії (6):

«Динамо»: 2017-18, 2018-19, 2019-20, 2020-21, 2021-22, 2022-23
- Володар Кубка Хорватії (2):

«Динамо»: 2017-18, 2020-21
- Володар Суперкубка Хорватії (3):

«Динамо»: 2019, 2022, 2023